# Europees kampioenschap hockey vrouwen 2017
De 13e editie van het Europees kampioenschap hockey voor vrouwen (2017) speelde zich af van 18 tot en met 26 augustus 2017 in Amstelveen, Nederland, in het Wagenerstadion. De Engelse hockeyploeg was de titelverdediger na winst in het toernooi van 2015.
Door finaledebutant België in de eindronde met 0–3 te verslaan werd het Nederlandse team voor de negende maal Europees kampioen en plaatste het zich automatisch voor het wereldkampioenschap van 2018. Titelverdediger Engeland eindigde op de derde plaats ten koste van de Duitse dames.
Tegelijkertijd werd het Europees kampioenschap voor mannen gespeeld.

## Gekwalificeerde teams
| Data                | Toernooi         | Locatie          | Quotas | Gekwalificeerde teams                      |
| ------------------- | ---------------- | ---------------- | ------ | ------------------------------------------ |
| Gastland            | Gastland         | Gastland         | 1      | Nederland                                  |
| 21–30 augustus 2015 | EK Hockey 2015   | Londen, Engeland | 5      | Engeland Duitsland Spanje België Schotland |
| 18–26 juli 2015     | EK voor B-Landen | Praag, Tsjechië  | 2      | Ierland Tsjechië                           |
| Totaal              | Totaal           | Totaal           | 8      |                                            |

## Groepsfase

### Groep A
| Team      | AW | G | G | V | DV | DT | DS  | Pts |
| --------- | -- | - | - | - | -- | -- | --- | --- |
| Nederland | 3  | 3 | 0 | 0 | 14 | 1  | +13 | 9   |
| België    | 3  | 2 | 0 | 1 | 8  | 2  | +6  | 6   |
| Spanje    | 3  | 1 | 0 | 2 | 9  | 6  | +3  | 3   |
| Tsjechië  | 3  | 0 | 0 | 3 | 1  | 23 | -22 | 0   |

| 18 augustus 2017 20.00    |         |                 |                                                |
| Nederland                 | 3 – 1   | Spanje          | Scheidsrechters: Laurine Delforge Aleesha Unka |
| Welten 25' Matla 29', 49' | Verslag | 45' García Grau | Scheidsrechters: Laurine Delforge Aleesha Unka |

| 19 augustus 2017 12.30                                                   |         |          |                                              |
| België                                                                   | 6 – 0   | Tsjechië | Scheidsrechters: Karine Alves Emma Shelbourn |
| Versavel 4' Boon 13' Gerniers 31' Vanden Borre 44' Weyns 48' Struijk 58' | Verslag |          | Scheidsrechters: Karine Alves Emma Shelbourn |

| 20 augustus 2017 11.00                                                            |         |              |                                                    |
| Spanje                                                                            | 7 – 1   | Tsjechië     | Scheidsrechters: Vilma Bagdanskiene Claire Druijts |
| Salvatella 6' García Grau 10', 41' López 13' Guinea 53' Petchamé 56' Bonastre 57' | Verslag | 44' Hanzlova | Scheidsrechters: Vilma Bagdanskiene Claire Druijts |

| 20 augustus 2017 20.00 |         |                |                                              |
| België                 | 0 – 1   | Nederland      | Scheidsrechters: Sarah Wilson Emma Shelbourn |
|                        | Verslag | 30' Van Geffen | Scheidsrechters: Sarah Wilson Emma Shelbourn |

| 22 augustus 2017 17.00 |         |                      |                                                |
| Spanje                 | 1 – 2   | België               | Scheidsrechters: Michelle Meister Sarah Wilson |
| Lopez 29'              | Verslag | 15' Peeters 35' Raes | Scheidsrechters: Michelle Meister Sarah Wilson |

| 22 augustus 2017 20.00                                                                                                  |         |          |                                               |
| Nederland | 10 – 0  | Tsjechië | Scheidsrechters: Allison Keogh Emma Shelbourn |
| Van Maasakker 11', 28' Van Geffen 14' Van Male 17' Jonker 20' Leurink 28', 39' Van den Assem 32' Welten 42' Keetels 58' | Verslag |          | Scheidsrechters: Allison Keogh Emma Shelbourn |

### Groep B
| Team      | AW | G | G | V | DV | DT | DS | Pts |
| --------- | -- | - | - | - | -- | -- | -- | --- |
| Duitsland | 3  | 3 | 0 | 0 | 10 | 2  | +8 | 9   |
| Engeland  | 3  | 2 | 0 | 1 | 6  | 2  | +4 | 6   |
| Schotland | 3  | 0 | 1 | 2 | 1  | 6  | -5 | 1   |
| Ierland   | 3  | 0 | 1 | 2 | 2  | 9  | -7 | 1   |

| 19 augustus 2017 10.15                                 |         |            |                                              |
| Duitsland                                              | 4 – 1   | Schotland  | Scheidsrechters: Claire Druijts Alison Keogh |
| Stapenhorst 1', 55' Grambusch 13' Martin Pelegrina 52' | Verslag | 58' Burnet | Scheidsrechters: Claire Druijts Alison Keogh |

| 19 augustus 2017 14.45                     |         |          |                                                      |
| Engeland                                   | 4 – 1   | Ierland  | Scheidsrechters: Michelle Meister Vilma Bagdanskiene |
| Unsworth 5' Watton 37' Bray 43' Danson 55' | Verslag | 42' Tice | Scheidsrechters: Michelle Meister Vilma Bagdanskiene |

| 20 augustus 2017 13.15 |         |           |                                            |
| Ierland                | 0 – 0   | Schotland | Scheidsrechters: Karine Alves Aleesha Unka |
|                        | Verslag |           | Scheidsrechters: Karine Alves Aleesha Unka |

| 20 augustus 2017 17.45 |         |          |                                                      |
| Duitsland              | 1 – 0   | Engeland | Scheidsrechters: Michelle Meister Vilma Bagdanskiene |
| Pieper 5'              | Verslag |          | Scheidsrechters: Michelle Meister Vilma Bagdanskiene |

| 22 augustus 2017 12.30 |         |           |                                                  |
| Engeland               | 2 – 0   | Schotland | Scheidsrechters: Laurine Delforge Claire Druijts |
| Hunter 35' Ansley 59'  | Verslag |           | Scheidsrechters: Laurine Delforge Claire Druijts |

| 22 augustus 2017 14.45 |         |                                                             |                                                     |
| Ierland                | 1 – 5   | Duitsland                                                   | Scheidsrechters: Vilma Bagdanskiene Irene Presenqui |
| O'Byrne 23'            | Verslag | 2' Lorenz 22' Hauke 50' Oldhafer 51' Pieper 54' Stapenhorst | Scheidsrechters: Vilma Bagdanskiene Irene Presenqui |

### 5e tot en met 8e plaats
De punten die vergaard werden in de groepsfase tegen het andere team uit dezelfde poule worden overgenomen. De landen op de onderste twee plaatsen degraderen en spelen in 2019 in de B-groep.

#### Groep C
| Team      | AW | G | G | V | DV | DT | DS  | Pts |
| --------- | -- | - | - | - | -- | -- | --- | --- |
| Spanje    | 3  | 3 | 0 | 0 | 16 | 4  | +12 | 9   |
| Ierland   | 3  | 1 | 1 | 1 | 5  | 8  | -3  | 4   |
| Tsjechië  | 3  | 1 | 0 | 2 | 3  | 10 | -7  | 3   |
| Schotland | 3  | 0 | 1 | 2 | 1  | 3  | -2  | 1   |

| 24 augustus 2017 12.30 |         |                                  |  |
| Tsjechië               | 1 – 3   | Ierland                          |  |
| Haklová 47'            | Verslag | 1' Tice 49' Upton 54' O'Flanagan |  |

| 24 augustus 2017 14.45       |         |           |  |
| Spanje                       | 2 – 1   | Schotland |  |
| García Grau 12' Petchamé 55' | Verslag | 42' Lloyd |  |

| 26 augustus 2017 12.15 |         |         |  |
| Spanje                 | 7 – 2   | Ierland |  |
|                        | Verslag |         |  |

| 26 augustus 2017 14.30 |       |          |  |
| Schotland              | 0 – 1 | Tsjechië |  |
|                        |       |          |  |

### Voor plaatsen 1 tot en met 4

#### Halve finales
| 24 augustus 2017 17.00 |         |          |                                            |
| Duitsland              | 0 – 1   | België   | Scheidsrechters: Aleesha Unka Sarah Wilson |
|                        | Verslag | 28' Boon | Scheidsrechters: Aleesha Unka Sarah Wilson |

| 24 augustus 2017 20.00 |         |          |                                                    |
| Nederland              | 1 – 0   | Engeland | Scheidsrechters: Michelle Meister Laurine Delforge |
| Keetels 49'            | Verslag |          | Scheidsrechters: Michelle Meister Laurine Delforge |

#### Voor 3e/4e plaats
| 26 augustus 2017 17.00 |         |                       |                                               |
| Duitsland              | 0 – 2   | Engeland              | Scheidsrechters: Laurine Delforge Allesh Unka |
|                        | Verslag | 29' Martin 55' Danson | Scheidsrechters: Laurine Delforge Allesh Unka |

#### Finale
| 26 augustus 2017 20.00 |         |                                                        |                                               |
| België                 | 0 – 3   | Nederland                                              | Scheidsrechters: Irene Presenqui Sarah Wilson |
|                        | Verslag | 12' Dirkse van den Heuvel 48' Jonker 60' Van den Assem | Scheidsrechters: Irene Presenqui Sarah Wilson |

| Europees kampioen 2017  |
| ----------------------- |
|                         |
| Nederland Negende titel |

## Eindrangschikking
| Rang   | Land      |
| ------ | --------- |
| Goud   | Nederland |
| Zilver | België    |
| Brons  | Engeland  |
| 4      | Duitsland |
| 5      | Spanje    |
| 6      | Ierland   |
| 7      | Tsjechië  |
| 8      | Schotland |

 Gekwalificeerd voor het wereldkampioenschap van 2018.
 Gedegradeerd naar het Europees kampioenschap voor B-Landen in 2019

## Organisatie
De organisatie ontving een subsidie van € 1.295.168 van het Ministerie van VWS, in het kader van de subsidieregeling van topsportevenementen.
1984 · 1987 · 1991 · 1995 · 1999 · 2003 · 2005 · 2007 · 2009 · 2011 · 2013 · 2015 · 2017 · 2019 · 2021 · 2023